# Bastien Chalureau

a Compétitions nationales et continentales officielles uniquement.

b Matchs officiels uniquement.
Dernière mise à jour le 15 octobre 2023.
Bastien Chalureau, né le 13 février 1992 à Mondavezan, est un joueur international français de rugby à XV jouant au poste de deuxième ligne au Montpellier HR depuis 2020.
Il remporte le Championnat de France avec Montpellier en 2022.

## Biographie

### Jeunesse et formation
Natif de Mondavezan, dans le canton de Cazères en Haute-Garonne, Bastien Chalureau commence à pratiquer le rugby dès l'âge de 5 ans et demi. Il est formé à l'US Cazères XV où il reste jusqu'à ses 17 ans, puis rejoint le Stade toulousain à partir de 2009. À ce moment-là, il joue en équipe de France des moins de 18 ans.
Il participe ensuite au Tournoi des Six Nations des moins de 20 ans 2012 avec l'équipe de France des moins de 20 ans, durant lequel il joue quatre matchs, puis à la Coupe du monde junior 2012. Cependant, il se rompt les ligaments du genou droit lors du premier match du mondial face à l’Argentine, après seulement deux minutes de jeu,.

### Débuts professionnels à l'USAP (2014-2017)
En 2014, il part en Pro D2 du côté de Perpignan. Il fait ses débuts avec l'équipe professionnelle le 10 septembre 2015, face à Albi, en tant que titulaire. Il revient après deux ans d'incertitude quant à la suite de sa carrière de joueur de rugby professionnel, à cause de blessures, qui ont failli lui faire perdre une jambe,. Il joue quatorze matchs de championnat pour sa première saison professionnelle, puis treize la saison suivante.
Après trois saisons jouées à Perpignan, dont deux avec l'équipe professionnelle, il n'est pas conservé à l'issue de la saison 2016-2017.

### Passage à l'USON Nevers (2017-2019)
En 2017, il rejoint Nevers nouvellement promu en deuxième division,. Il joue son premier match sous ses nouvelles couleurs dès la première journée de Pro D2 de la saison 2017-2018, contre Soyaux Angoulême. La première saison se termine pour Nevers aux portes des phases finales, à la septième place du classement général. Il joue au total seize matchs dont treize en tant que titulaire pour sa première saison à Nevers.
La saison suivante, en 2018-2019 il se blesse en début de saison aux cervicales, l'éloignant des terrains plusieurs mois,. Il joue tout de même douze match au cours de la saison, en étant titulaire huit fois.

### Retour raté au Stade toulousain (2019-2020)
Dès octobre 2018, son club formateur, le Stade toulousain souhaite l'engager en qualité de joker médical, ce qu'il refuse. Le 30 avril 2019, le Stade toulousain annonce son retour au club pour un contrat de deux saisons,. Il joue son seul match avec Toulouse lors de la quatrième journée de Top 14 de la saison 2019-2020, face au Stade rochelais, avant d'être mis à pied à titre conservatoire en février 2020 après avoir été impliqué dans une bagarre de rue nocturne le 31 janvier. L'affaire a été portée devant les tribunaux, et il est reconnu en première instance coupable d'une agression à caractère raciste de deux personnes, dont l'ancien rugbyman Yannick Larguet, par le tribunal correctionnel de Toulouse et écope de six mois de prison avec sursis, ainsi que d'une interdiction de détenir une arme pendant cinq ans. S'estimant lésé, Chalureau fait néanmoins appel de cette décision. Il est finalement condamné en appel le 16 janvier 2024, à six mois de prison avec sursis pour agression, sans que le caractère raciste ne soit retenu.

### Révélation au Montpellier HR et débuts en équipe de France (depuis 2020)
Après sa mise à pied par le Stade toulousain, il est alors prêté à Montpellier jusqu'à la fin de la saison en tant que joker médical de l’international géorgien Konstantin Mikautadze, victime d’une rupture du tendon d’Achille. La suspension de la saison à cause de la pandémie de Covid-19 l'empêche néanmoins de jouer avec son nouveau club. En mai 2020, il signe cependant une prolongation de contrat d'une saison avec le club héraultais.
Lors de la saison 2020-2021, il est en concurrence en deuxième ligne avec Nico Janse van Rensburg, Paul Willemse, Jacques du Plessis, Florian Verhaeghe et Mickaël Capelli. Malgré la forte concurrence à son poste, Bastien Chalureau se révèle cette saison. Ces bonnes performances lui permettent de prolonger son contrat avec Montpellier jusqu'en 2023. À la fin de cette saison, il a joué 24 rencontres toutes compétitions confondues et a remporté le premier titre de sa carrière lorsque son équipe bat Leicester en finale du Challenge européen. Il ne participe cependant pas à la finale remportée 18 à 17,.
La saison suivante, en 2021-2022, Bastien Chalureau continue à gagner en importance et à performer au sein de l'effectif montpelliérain. Il prolonge son contrat avec le MHR jusqu'en 2025,. Cette saison, son club termine à la deuxième place de la phase régulière et se qualifie donc pour les phases finales. Il profite de la blessure de son principal concurrent, Paul Willemse, pour finir la saison à sa place, en tant que titulaire avec le numéro 5.  Durant la demi-finale, le MHR bat l'Union Bordeaux Bègles et se qualifie ainsi pour la finale. Le 24 juin 2022, Bastien Chalureau est titulaire lors de la finale du Top 14 et affronte victorieusement le Castres olympique. Il devient alors champion de France, pour la première fois de sa carrière. Il s'agit du second trophée remporté dans sa carrière. Il réalise un très bon match face à Castres et est l'un des hommes de cette finale. Il joue 25 matchs toutes compétitions confondues durant cette saison.
Après un bon début de saison 2022-2023 malgré une petite blessure à l'épaule, il est convoqué en équipe de France après le forfait de Killian Geraci,. Il obtient sa première cape le 12 novembre 2022 face à l'Afrique du Sud, à Marseille, lorsqu'il entre en jeu à la place de Cameron Woki en fin de match. Les Français l'emportent sur le score de 30 à 26. Quelques mois plus tard, en janvier 2023, il est de nouveau appelé en équipe de France pour participer au Tournoi des Six Nations 2023,. Il participe uniquement au dernier match du tournoi, contre le Pays de Galles remplaçant sur la feuille de match Paul Willemse, blessé. Il entre en jeu en seconde période à la place de Romain Taofifenua et la France s'impose 41 à 28.
À l'issue de cette saison, il est appelé dans une liste de 23 joueurs pour participer à un stage avec les Bleus. Cette liste est marquée par l'absence des joueurs étant demi-finalistes du championnat. Quelques semaines plus tard, il est sélectionné dans une liste de 42 joueurs pour préparer la Coupe du monde 2023,. Il est titulaire lors du premier match de préparation au mondial face à l'Écosse, dans un XV de départ marqué par l'absence des titulaires habituels. Les Bleus sont battus 25-21,. Il entre en jeu au cours du troisième match de préparation face aux Fidji. Initialement absent de la liste officielle des 33 joueurs appelés à jouer la compétition, il est appelé dans le groupe le 1er septembre en remplacement de Paul Willemse, blessé à une cuisse.

## Statistiques

### En club
| Saison                 | Club                   | Championnat | Championnat | Championnat | Coupe d'Europe                         | Coupe d'Europe                         | Coupe d'Europe                         |
| Saison                 | Club                   | Compétition | Matchs      | Essais      | Compétition                            | Matchs                                 | Essais                                 |
| ---------------------- | ---------------------- | ----------- | ----------- | ----------- | -------------------------------------- | -------------------------------------- | -------------------------------------- |
| 2015-2016              | USA Perpignan          | Pro D2      | 14          | -           | Pas de qualification en Coupe d'Europe | Pas de qualification en Coupe d'Europe | Pas de qualification en Coupe d'Europe |
| 2016-2017              | USA Perpignan          | Pro D2      | 13          | -           | Pas de qualification en Coupe d'Europe | Pas de qualification en Coupe d'Europe | Pas de qualification en Coupe d'Europe |
| Total USA Perpignan    | Total USA Perpignan    | Pro D2      | 27          | 0           |                                        |                                        |                                        |
| 2017-2018              | USON Nevers            | Pro D2      | 16          | -           | Pas de qualification en Coupe d'Europe | Pas de qualification en Coupe d'Europe | Pas de qualification en Coupe d'Europe |
| 2018-2019              | USON Nevers            | Pro D2      | 12          | -           | Pas de qualification en Coupe d'Europe | Pas de qualification en Coupe d'Europe | Pas de qualification en Coupe d'Europe |
| Total USON Nevers      | Total USON Nevers      | Pro D2      | 28          | 0           |                                        |                                        |                                        |
| 2019-2020              | Stade toulousain       | Top 14      | 1           | -           | Coupe d'Europe                         | -                                      | -                                      |
| Total Stade toulousain | Total Stade toulousain | Top 14      | 1           | 0           | Coupes d'Europe                        | 0                                      | 0                                      |
| 2020-2021              | Montpellier HR         | Top 14      | 18          | -           | Coupe d'Europe+Challenge européen      | 2+2                                    | -                                      |
| 2021-2022              | Montpellier HR         | Top 14      | 20          | -           | Coupe d'Europe                         | 5                                      | -                                      |
| 2022-2023              | Montpellier HR         | Top 14      | 13          | -           | Champions Cup                          | 4                                      | 1                                      |
| Total Montpellier HR   | Total Montpellier HR   | Top 14      | 51          | 0           | Coupes d'Europe                        | 13                                     | 1                                      |
| Total                  | Total                  | Total       | 107         | 0           | Coupes d'Europe                        | 13                                     | 1                                      |

### Internationales

#### Équipe de France des moins de 20 ans
Bastien Chalureau a disputé cinq matchs avec l'équipe de France des moins de 20 ans en une saison, prenant part à une édition du Tournoi des Six Nations en 2012 et à une édition du championnat du monde junior en 2012. Il n'a pas inscrit de points.

#### XV de France
Au 4 septembre 2023, Bastien Chalureau compte six sélections en équipe de France. Il a pris part à une édition du Tournoi des Six Nations en 2023.
| Année | Compétition | Matchs | Points | Essais |
| ----- | ----------- | ------ | ------ | ------ |
| 2022  | Test matchs | 2      | -      | -      |
| 2023  | Six Nations | 1      | -      | -      |
| 2023  | Test matchs | 3      | -      | -      |
| Total | Total       | 6      | 0      | 0      |

| Adversaire     | Matchs joués | Victoires | Défaites | Nuls | Essais | Points | % de victoire |
| -------------- | ------------ | --------- | -------- | ---- | ------ | ------ | ------------- |
| Afrique du Sud | 1            | 1         | 0        | 0    | 0      | 0      | 100           |
| Écosse         | 2            | 1         | 1        | 0    | 0      | 0      | 50            |
| Japon          | 1            | 1         | 0        | 0    | 0      | 0      | 100           |
| Pays de Galles | 1            | 1         | 0        | 0    | 0      | 0      | 100           |
| Fidji          | 1            | 1         | 0        | 0    | 0      | 0      | 100           |
| Total          | 6            | 5         | 1        | 0    | 0      | 0      | 80            |

## Palmarès

### En club
- Montpellier HR
  - Vainqueur du Challenge européen en 2021
  - Vainqueur du Championnat de France en 2022

### En sélection nationale

#### Tournoi des Six Nations
| Édition          | Rang | Résultats France | Résultats Chalureau | Matchs Chalureau |
| ---------------- | ---- | ---------------- | ------------------- | ---------------- |
| Six Nations 2023 | 2    | 4 v, 0 n, 1 d    | 1 v, 0 n, 0 d       | 1/5              |

Légende : v = victoire ; n = match nul ; d = défaite ; la ligne est en gras quand il y a Grand Chelem.

#### Coupe du monde
| Édition     | Rang                | Résultats France | Résultats Chalureau | Matchs Chalureau |
| ----------- | ------------------- | ---------------- | ------------------- | ---------------- |
| France 2023 | Quarts-de-finaliste | 4 v, 0 n, 1 d    | 1 v, 0 n, 0 d       | 1/5              |